# Chamaelycus
Chamaelycus – rodzaj węży z rodziny Lamprophiidae.

## Rozmieszczenie geograficzne
Rodzaj obejmuje gatunki występujące w Afryce (Sierra Leone, Liberia, Wybrzeże Kości Słoniowej, Ghana, Togo, Benin, Nigeria, Kamerun, Republika Środkowoafrykańska, Gwinea Równikowa, Gabon, Kongo, Demokratyczna Republika Konga, Uganda i Angola). 

## Systematyka
Rodzaj zdefiniował w 1919 roku belgijsko-brytyjski herpetolog George Albert Boulenger w artykule zatytułowanym Płazy i gady zebrane przez dr. C. Christy’ego w Kongu Belgijskim w dystryktach Stanleyville, Haut-Uelé i Ituri w latach 1912–1914, opublikowanym w czasopiśmie „Revue Zoologique Africaine”. Gatunkiem typowym jest (oznaczenie monotypowe) Ch. christyi.

### Etymologia
- Chamaelycus: gr. χαμαι khamai ‘na ziemi’[5]; λυκος lukos ‘wilk’[6].
- Oophilositum: gr. ωον ōon ‘jajo’[7]; φιλος philos ‘miłośnik’, od φιλεω phileō ‘kochać’[8] . Gatunek typowy: Alopecion fasciatum Günther, 1858.

### Podział systematyczny
Do rodzaju należą następujące gatunki: 
- Chamaelycus christyi Boulenger, 1919
- Chamaelycus fasciatus (Günther, 1858)
- Chamaelycus parkeri (Angel, 1934)